# Institutionenökonomik
Die Institutionenökonomik (englisch: institutional economics) ist ein wirtschaftswissenschaftlicher Ansatz, der gegen Ende des 19. Jahrhunderts in den USA entwickelt wurde und die Wechselwirkungen von Wirtschaft und den Institutionen der Gesellschaft analysiert. Hiervon ist die in neuerer Zeit entstandene Neue Institutionenökonomik zu unterscheiden.

## Herkunft
Begriffen wurde die Institutionenökonomik als eine nicht-marxistische Kritik der vorherrschenden ökonomischen Theorie sowie als „Gewissen der Ökonomenzunft“. Sie wird als einzige originäre ökonomische Theorie mit Ursprung in den Vereinigten Staaten von Amerika betrachtet. Als Begründer werden Thorstein Bunde Veblen, John Rogers Commons und Wesley Clair Mitchell angesehen. Veblen wie Commons waren Schüler von Richard T. Ely, der seinerseits beeinflusst wurde durch die deutsche Historische Schule. Als weitere Einflüsse sind neben Hegel und Marx die Evolutionstheorie von Charles Darwin festzustellen sowie der Pragmatismus (Charles Sanders Peirce, William James, John Dewey). Veblen hat auch viele Ideen aus der Kulturanthropologie aufgenommen.

## Einfluss
Bis ungefähr 1939 übte die Institutionenökonomik einen hervorragenden Einfluss innerhalb der Wirtschaftswissenschaft der Vereinigten Staaten aus. So wirkten Commons und viele seiner Schüler beim Entwerfen und Implementieren von Regierungsprogrammen auf Bundes- und Staatenebene mit. Mitchell, der ein Schüler sowohl von Veblen wie von Dewey war, hat bahnbrechende Arbeit im National Bureau of Economic Research hinsichtlich Konjunkturzyklen geleistet. Während der Weltwirtschaftskrise haben Mitchell und andere ein System indikativer Planung entwickelt, deren praktische Umsetzung allerdings am Fehlen von entsprechenden Daten aus einer Volkswirtschaftlichen Gesamtrechnung scheitern musste.
1966 wurde die Association for Evolutionary Economics (AFEE) gegründet und 1967 als wissenschaftliche Zeitschrift das Journal of Economic Issues herausgebracht. Nachdem letztere Zeitschrift sich jeder Art von Kritik am ökonomischen Mainstream-Denken offen zeigte, hat ein harter Kern an Institutionalisten sich in der besonderen Gruppe der Association for Institutional Thought (AFIT) verselbständigt. Um den harten theoretischen Kern dieser Richtung herauszuschälen, erschienen Werke, die deren fundamentale Thesen zu formulieren strebten. Außerdem entstand eine neue Zeitschrift Journal of Institutional Economics (JOIE).
Die grundsätzlichen Unterschiede betreffen insbesondere das angewandte Erklärungsmodell sowie die Handlungstheorie. Im Gegensatz zum deduktiv-theoretischen (covering law-) Modell wird ein Erklärungsprinzip vorgezogen, das einzelne Tatsachen in ein festgestelltes Muster wie in ein Puzzle einpasst. In der Handlungstheorie wird häufig auf Vorarbeiten durch die Pragmatisten zurückgegriffen. Im Gegensatz zum vorherrschenden Atomismus wird ein methodologischer Holismus bevorzugt, der die Teile eines Systems in der Wechselwirkung mit den anderen Teilen und dem Systemganzen analysiert.

## Neue Institutionenökonomik
Die Neue Institutionenökonomik lässt sich auf den 1937 erschienenen Aufsatz The Nature of the Firm von Ronald Coase zurückführen. Der Begriff Neue Institutionenökonomik wurde aber erst 1975 von Oliver Williamson geprägt. Einen erheblichen Anteil an der Weiterentwicklung des Ansatzes hat ebenso der Nobelpreisträger Douglass North.
Zentral für die neue Institutionenökonomik ist die Analyse von Institutionen, die den ökonomischen Leistungsaustausch regeln. Institutionen in diesem Sinne sind Märkte, Organisationen als auch Rechtsnormen. Eine zentrale neoinstitutionelle Erklärungsvariable für die Genese und den Fortbestand dieser Institutionen sind Transaktionskosten (bzw. deren Minimierung). Es gibt drei verschiedene und sich ergänzende Ansätze: 1. die Theorie der Verfügungsrechte (Property Rights), 2. die Prinzipal-Agent-Theorie und 3. die Transaktionskostentheorie.